# Mats Øverby
Mats Øverby, né le 13 mai 2000 à Drammen, est un biathlète norvégien.

## Biographie
Il remporte le classement général de l'IBU Cup lors de la saison 2023-2024. Malgré ce résultat il n'est pas retenu en sélection norvégienne pour la saison suivante de l'IBU Cup.

## Palmarès

### IBU Cup
- Vainqueur du classement général en 2024.
- Vainqueur du classement de l'individuel en 2024.
- 15 podiums individuels, dont quatre victoires.

Mis à jour le 8 mars 2024.

#### Podiums individuels en IBU Cup
| Podiums individuels en IBU Cup | Podiums individuels en IBU Cup | Podiums individuels en IBU Cup | Podiums individuels en IBU Cup | Podiums individuels en IBU Cup | Podiums individuels en IBU Cup |
| n°                             | Saison                         | Date                           | Lieu                           | Épreuve                        | Résultat                       |
| ------------------------------ | ------------------------------ | ------------------------------ | ------------------------------ | ------------------------------ | ------------------------------ |
| 1                              | 2022-2023                      | 29-11-2022                     | Idre Fjäll                     | Sprint 10 km                   | Médaille d'argent              |
| 2                              | 2022-2023                      | 30-11-2022                     | Idre Fjäll                     | Poursuite 12,5 km              | Médaille de bronze             |
| 3                              | 2022-2023                      | 17-12-2022                     | Ridnaun-Val Ridanna            | Poursuite 12,5 km              | Médaille d'or                  |
| 4                              | 2022-2023                      | 05-01-2023                     | Brezno-Osrblie                 | Super sprint 7,5 km            | Médaille d'argent              |
| 5                              | 2022-2023                      | 13-01-2023                     | Pokljuka                       | Individuel court 15 km         | Médaille d'argent              |
| 6                              | 2023-2024                      | 30-11-2023                     | Kontiolahti                    | Individuel 20 km               | Médaille d'argent              |
| 7                              | 2023-2024                      | 02-12-2023                     | Kontiolahti                    | Sprint 10 km                   | Médaille de bronze             |
| 8                              | 2023-2024                      | 13-12-2023                     | Sjusjøen                       | Sprint 10 km                   | Médaille de bronze             |
| 9                              | 2023-2024                      | 16-12-2023                     | Sjusjøen                       | Mass-Start 60 15 km            | Médaille d'argent              |
| 10                             | 2023-2024                      | 04-01-2024                     | Martell-Val Martello           | Individuel court 15 km         | Médaille d'argent              |
| 11                             | 2023-2024                      | 06-01-2024                     | Martell-Val Martello           | Sprint 10 km                   | Médaille d'argent              |
| 12                             | 2023-2024                      | 10-01-2024                     | Ridnaun-Val Ridanna            | Sprint 10 km                   | Médaille d'argent              |
| 13                             | 2023-2024                      | 29-02-2024                     | Obertilliach                   | Sprint 10 km                   | Médaille d'or                  |
| 14                             | 2023-2024                      | 02-03-2024                     | Obertilliach                   | Individuel court 15 km         | Médaille d'or                  |
| 15                             | 2023-2024                      | 07-03-2024                     | Obertilliach                   | Sprint 10 km                   | Médaille d'or                  |

### Championnats du monde juniors
| Mondiaux / Épreuve  | Individuel | Sprint | Poursuite | Relais                             | Relais mixte |
| 2021 Obertilliach   | 4e         | 13e    | 16e       | Médaille d'argent, Coupe du Monde  | —            |
| 2022 Soldier Hollow | 17e        | 6e     | 5e        | Médaille de bronze, Coupe du Monde | —            |

Légende :
- : deuxième place, médaille d'argent
- : troisième place, médaille de bronze
- — : non disputée par Mats Øverby